# Церковь Жён-Мироносиц на Верхнем посаде
Це́рковь Святы́х Жён-Мироно́сиц — православный храм в Нижнем Новгороде, первая приходская каменная церковь в Верхнем посаде. Первый в истории русского зодчества храм типа «корабль», характеризующийся строго осевым расположением алтаря, молельного зала, трапезной и колокольни над западным входом.
В приходе церкви родились чудотворцы Евфимий Суздальский и Макарий Желтоводский.
Главный престол освящён в честь святых жён-мироносиц, приделы — в честь иконы Божией Матери «Знамение», во имя апостолов Петра и Павла, во имя преподобных Макария Желтоводского и Евфимия Суздальского.

## История

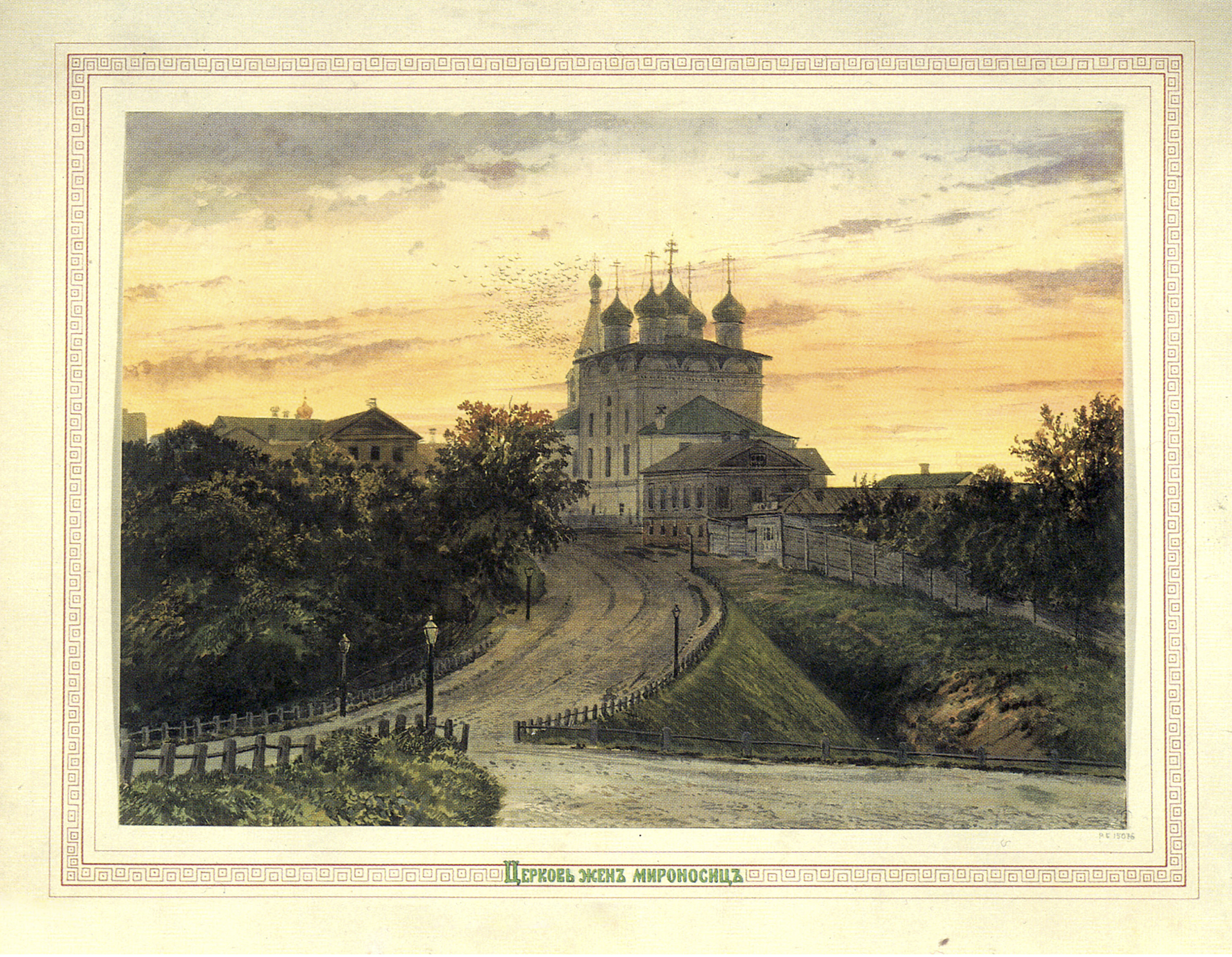
Церковь Жён-Мироносиц. Вид со стороны Лыковой дамбы.
Альбом А. О. Карелина и И. И. Шишкина, 1870 г.

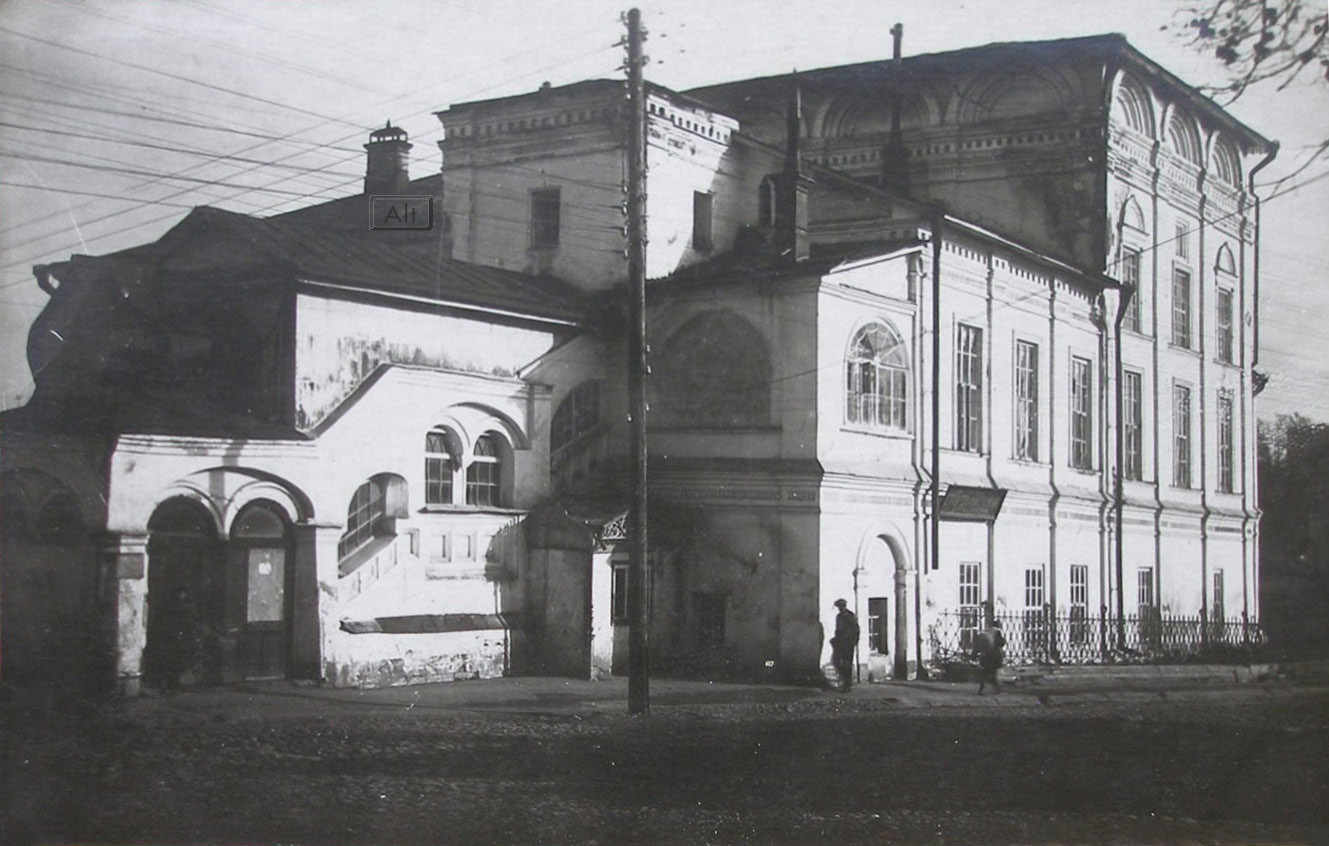
Церковь в советские годы

Первоначально, в XIII веке, была построена деревянная церковь. Существующая каменная двухэтажная церковь построена в 1649 году.
В 1805 году на средства нижегородского купца П. Переплетчикова к северной стороне трапезной пристроен кирпичный двухэтажный придел, внизу в честь апостолов Петра и Павла, вверху — Евфимия Суздальского, в трапезной — Макария Желтоводского. После пожара 1848 года поновлена фресковая роспись интерьеров. В 1894—1896 годах приделы расширили. М. П. Дмитриев выполнил тогда исторически ценные фото, которые использовались при восстановлении храма в начале XXI века.
После революции церковь была закрыта, а купола разрушены, в ней находился техникум лёгкой промышленности.

## Восстановление
Храм возвращён Нижегородской епархии в 1990-х годах.
К июлю 2004 года был установлен купол над приделом Преподобного Макария Желтоводского и Унженского Чудотворца, велись работы по золочению главного купола. Золочение двух крестов велось на Арзамасском подворье Свято-Троицкого Серафимо-Дивеевского монастыря.
В сентябре 2004 года епископом Нижегородский и Арзамасским Георгием были освящены новые купола и кресты для куполов, а 10 октября 2006 года освящён и установлен большой крест на колокольню.
В непосредственной близости от церкви проходит городское трамвайное кольцо. Летом 2005 года часть трамвайного полотна длиною 200 метров была заменена с использованием виброизолирующего покрытия.
В 2007 году Владыка Георгий, посещая храм, дал задание составить смету и разработать технический проект реконструкции нижней церкви.
В марте 2008 года правительство Нижегородской области приняло постановление об утверждении границ территорий объектов культурного наследия федерального значения — церкви Жён-Мироносиц и дома Чатыгина («Дома Петра Первого»).
31 декабря 2009 года архиепископ Георгий совершил Божественную литургию. По окончании богослужения настоятель храма игумен Василий (Данилов) подарил владыке икону Спасителя.
В апреле 2011 года Владыка отметил, что завершён первый этап реставрации — храм благоустроен внешне — и далее предстоят работы по внутренней отделке и устройству иконостасов в четырёх приделах. Для каждого иконостаса был подготовлен проектный альбом. В июле начались работы над иконостасом для нижнего придела в честь иконы Божией Матери «Знамение». Деревянный иконостас будет двухъярусным — из местного и деисусного рядов икон, которые будут написаны в византийском стиле сотрудниками мастерской «Ковчег». В сентябре началась роспись алтаря в нижнем приделе.
25 января 2012 года архиепископ Георгий совершил чин Великого освящения нижнего храма в честь иконы Божией Матери «Знамение». Затем Владыка отслужил первую за долгие годы Божественную литургию. 29 декабря Великим чином был освящён придел в честь преподобных Макария Желтоводского и Евфимия Суздальского.
18 декабря 2013 года митрополит Георгий в сослужении новопоставленного епископа Лысковского и Лукояновского Силуана совершил чин Великого освящения придела в честь святых апостолов Петра и Павла.

## Настоятели
- Протоиерей Владимир Александрович Краев (до 7 ноября 2006 года[15])
- Иерей Сергий Геннадьевич Галкин (7 ноября 2006 года[16] — 4 августа 2008 года[17])
- Игумен Василий (Данилов) (4 августа 2008 года[18] — 16 октября 2012 года)
- Протоиерей Сергий Николаевич Мельчаков (с 16 октября 2012 года[19]);
до 6 ноября 2012 года[20] — старший священник